# Àlex Crivillé Tapias
Àlex Crivillé Tapias   (Seva, 4 de març de 1970) és un antic pilot de motociclisme català que va guanyar dos campionats del món (el de 125cc el 1989 i el de 500cc el 1999). En guanyar el títol de 500cc va esdevenir el primer català a guanyar un mundial en la "categoria reina" i aquest èxit li va valdre el guardó d'Esportista català de l'any el mateix 1999 i la Creu de Sant Jordi el 2002. El 2015 va ser nomenat MotoGP Legend.

## Carrera esportiva

### Primers anys
Nascut al si d'una família acomodada (el seu avi i el seu pare eren constructors immobiliaris) i amb molta afició pel motociclisme (el seu germà Josep va arribar a córrer a les 24 Hores de Montjuïc), Àlex Crivillé va aprendre a conduir motos a quatre anys tot practicant amb la Cota 25 de les seves cosines. La seva primera moto va ser una Cota 49 que li compraren el 1983. De ben jove va mostrar interès per la mecànica i practicava sovint al garatge familiar. Crivillé va estudiar FP-1 a La Salle de Manlleu i durant la setmana s'estava a Vic, a casa del seu germà Josep.
El 1984, Crivillé va debutar en competició amb resultat de victòria a les 2 Hores de resistència de ciclomotors d'Hostalets de Balenyà. El 1986, a quinze anys, encoratjat per Josep, Crivillé es presentà a unes proves que havia convocat Honda Taulé a Calafat per a seleccionar un pilot per al proper Critèrium Solo Moto. Com que calia l'autorització paterna i els germans Crivillé no havien demanat permís a casa, Josep falsificà la signatura del pare. Àlex va fer-hi un bon paper i va resultar ser l'escollit. Amb l'Honda Hurricane de Taulé, preparada per Paxau, Crivillé va guanyar el Critèrium a la tardor. El premi per al guanyador era disputar el Campionat d'Europa de 80cc l'any següent amb una Derbi oficial.

### 80cc

#### Derbi (1987–1988)

##### 1987
Crivillé va començar la seva carrera internacional el 1987 amb l'equip oficial de Derbi, inicialment competint al Campionat d'Europa de 80cc al costat de Julián Miralles. El valencià va acabar guanyant el Campionat i Crivillé hi acabà tercer. Pel que fa al campionat del món de 80cc, Crivillé hi va participar esporàdicament com a tercer pilot del potent equip de la marca vallesana, encapçalat pels valencians Aspar i Champi Herreros, els quals acabaren el mundial d'aquell any com a campió i subcampió respectivament. Al seu primer Gran Premi, a Jerez, Crivillé es va classificar sorprenentment tercer als entrenaments i va acabar la cursa en segon lloc, a més de marcar-hi la volta ràpida. Després va participar en dos Grans Premis més, a Assen i el Jarama, però es va haver de retirar en ambdues curses. Finalment, va acabar el campionat en l'onzena posició, a 117 punts d'Aspar i a 74 d'Herreros.

##### 1988
El 1988, Crivillé va continuar sorprenent. Als Grans Premis d'Espanya i de l'Expo, celebrats al Jarama i Jerez respectivament, va acabar tercer dues vegades consecutives, marcant la volta ràpida a la primera cursa. Al Gran Premi de les Nacions va acabar-hi quart, però va aconseguir un segon podi al Gran Premi d'Alemanya (un segon lloc). Al Gran Premi dels Països Baixos es va retirar, però va acabar el mundial obtenint sengles tercers llocs al Gran Premi de Iugoslàvia i al Gran Premi de Txecoslovàquia. Amb tot això, el català va acabar el campionat com a subcampió, a 47 punts del campió Aspar.

### 125cc

#### Derbi (1988)
A més dels 80cc, el 1988 Crivillé va competir també en la categoria de 125cc, especialment als Grans Premis on no hi havia cursa de 80cc. Al Gran Premi de Bèlgica es va retirar, al Gran Premi de Gran Bretanya hi va anotar els seus primers punts en acabar novè però ja no en va aconseguir més punts en retirar-se del Gran Premi de Suècia i acabar dissetè al de Txecoslovàquia. Aquell any va acabar el campionat en la trenta-unena posició, a 190 punts del campió Aspar.

#### JJ Cobas (1989)

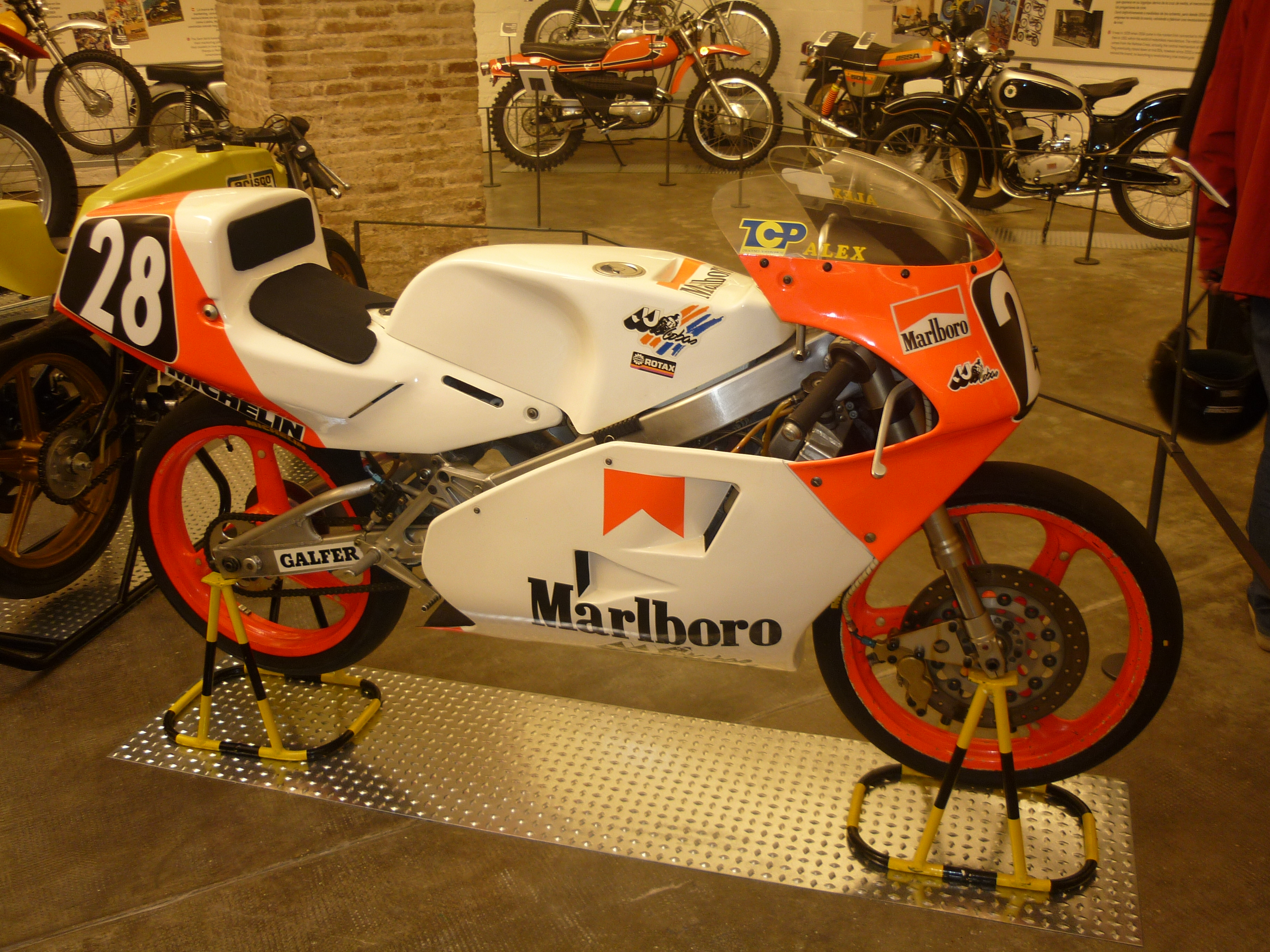
La JJ Cobas amb què va guanyar el seu primer campionat del món en la categoria de 125cc el 1989

De cara al 1989, Crivillé va passar a l'equip JJ Cobas, on pilotà la moto amb motor Rotax creada pel reputat tècnic Antonio Cobas. Mentre que l'equip va optar per saltar-se la primera ronda, el Gran Premi del Japó, Crivillé va aconseguir victòries consecutives a Austràlia i Espanya, aconseguint finalment la seva primera victòria a Phillip Island. Es va retirar al Gran Premi de les Nacions, tot i que hi va enregistrar la volta ràpida. Tot seguit va obtenir una altra victòria a la cinquena ronda, Alemanya, un tercer lloc (i la volta ràpida) a Àustria i un segon lloc també als Països Baixos.
Crivillé es va tornar a retirar al Gran Premi de Bèlgica, però tot seguit va encadenar dos segons llocs consecutius a França i Gran Bretanya i dues pole positions a les dues darreres curses de la temporada, Suècia i Txecoslovàquia, que va guanyar. Finalment, es va proclamar campió del món amb 166 punts davant els 152 de Hans Spaan. A l'edat de 19 anys, 5 mesos i 23 dies, Crivillé esdevingué el campió del món de motociclisme més jove de la història en aquells moments. Aquell va ser el primer i únic títol de 125cc de la seva carrera, ja que l'any següent va passar als 250cc.

### 250cc

#### Yamaha (1990)
El 1990, Crivillé va passar a la categoria de 250cc amb la Yamaha de l'equip de Giacomo Agostini. Es va saltar la primera ronda al Japó per segon any consecutiu i va començar la seva temporada amb una retirada als Estats Units. A la següent ronda, a Espanya, va acabar-hi setè, abans de tornar-se a retirar al Gran premi de les Nacions. Va acabar onzè a Alemanya, però es va tornar a retirar a Àustria. Va acabar setè a Iugoslàvia, però va encadenar dues noves retirades a les rondes d'Assen i Spa-Francorchamps.
Crivillé va poder acabar la temporada amb bona nota en anotar una gran quantitat de punts a les rondes finals: vuitè a França i Gran Bretanya, novè a Suècia, setè a Txecoslovàquia (el seu millor resultat de la temporada), cinquè a Hongria i sisè a Austràlia. Finalment, fou onzè al campionat, a 147 punts del campió John Kocinski.

#### JJ Cobas (1991)

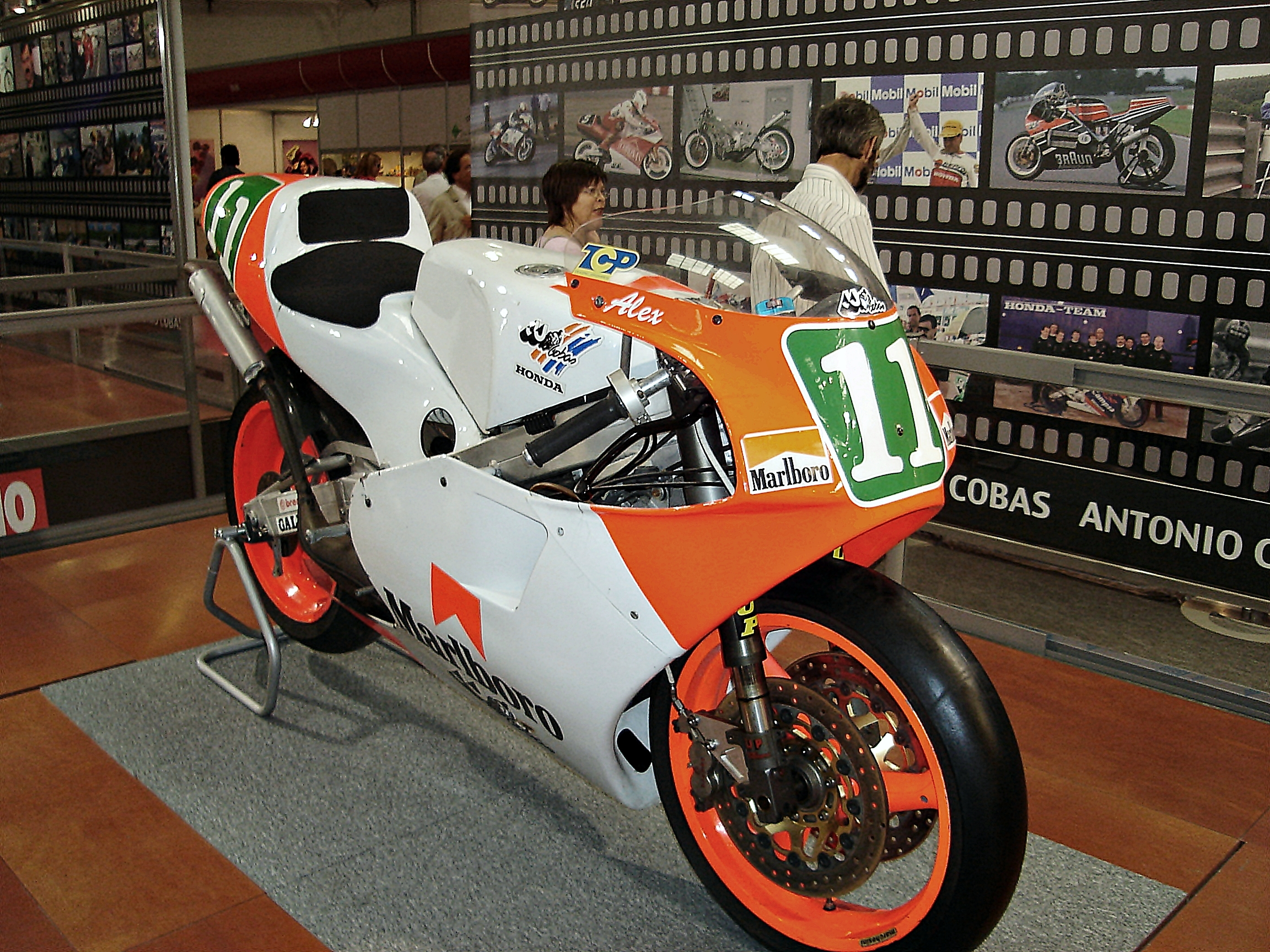
La JJ Cobas que va pilotar a la categoria de 250cc el 1991

Després d'una temporada poc brillant amb Yamaha el 1990, el 1991 Crivillé va tornar a l'equip de JJ Cobas. No va començar bé la temporada, retirant-se dues vegades seguides al Japó i Austràlia. Només a la tercera ronda, als Estats Units, va aconseguir els seus primers punts amb un vuitè lloc. Van encadenar dues noves retirades a Espanya i Itàlia, seguides d'un setè lloc i un de novè a Alemanya i Àustria.
Al Gran Premi d'Europa i al dels Països Baixos es va tornar a retirar. A França hi va acabar setè i després va encadenar dues retirades més a Gran Bretanya i San Marino. El seu millor resultat de la temporada fou el cinquè lloc que obtingué al Gran Premi de Txecoslovàquia. Es va tornar a retirar al Gran Premi Vitesse du Mans -la novena retirada de l'any- i va acabar sisè a la ronda final, el Gran Premi de Malàisia.
Crivillé va acabar tretzè al campionat, a 186 punts del campió Luca Cadalora. Aquell any va protagonitzar nou retirades, la quantitat més alta de la seva carrera, i durant els seus dos anys a la classe de 250cc no hi va aconseguir cap victòria ni cap podi.

### 500cc

#### Honda (1992–2001)

##### 1992
Després de dues fluixes temporades als 250cc, el 1992 Crivillé va passar a la categoria de 500cc en entrar a l'equip Honda Pons, acabat de crear per Sito Pons, on disposà d'una Honda NSR500. Es va retirar a la primera ronda, al Japó, però va aconseguir els seus primers punts a la segona cursa, a Austràlia, amb un setè lloc. Al Gran Premi de Malàisia, la seva tercera cursa als 500cc, Crivillé va aconseguir el seu primer podi en la categoria per darrere de Mick Doohan i Wayne Rainey.
A la següent cursa, a Espanya, va protagonitzar la seva primera retirada de la temporada, però va aconseguir més punts a Itàlia en acabar-hi vuitè. Va seguir una altra retirada al Gran Premi d'Europa, però a Alemanya va acabar en quarta posició després de lluitar amb Wayne Gardner pel tercer lloc.
A Assen, Crivillé va fer història en guanyar la cursa, esdevenint el primer català a guanyar-ne una en la categoria dels 500cc. Després d'una lluita amb John Kocinski i Alex Barros a les darreres voltes, Crivillé va aconseguir mantenir-se al capdavant i creuar la línia 0,762 segons per davant de Kocinski. A la següent ronda, Hongria, Crivillé va ser desqualificat per haver entrat a boxes per a canviar de moto en estar-se assecant la pista, cosa que no estava permesa en aquell moment. Van seguir dues retirades més a les rondes francesa i britànica més un sisè i setè lloc al Brasil i Sud-àfrica respectivament.
Crivillé va acabar vuitè al campionat, a 81 punts del campió Wayne Rainey.

##### 1993

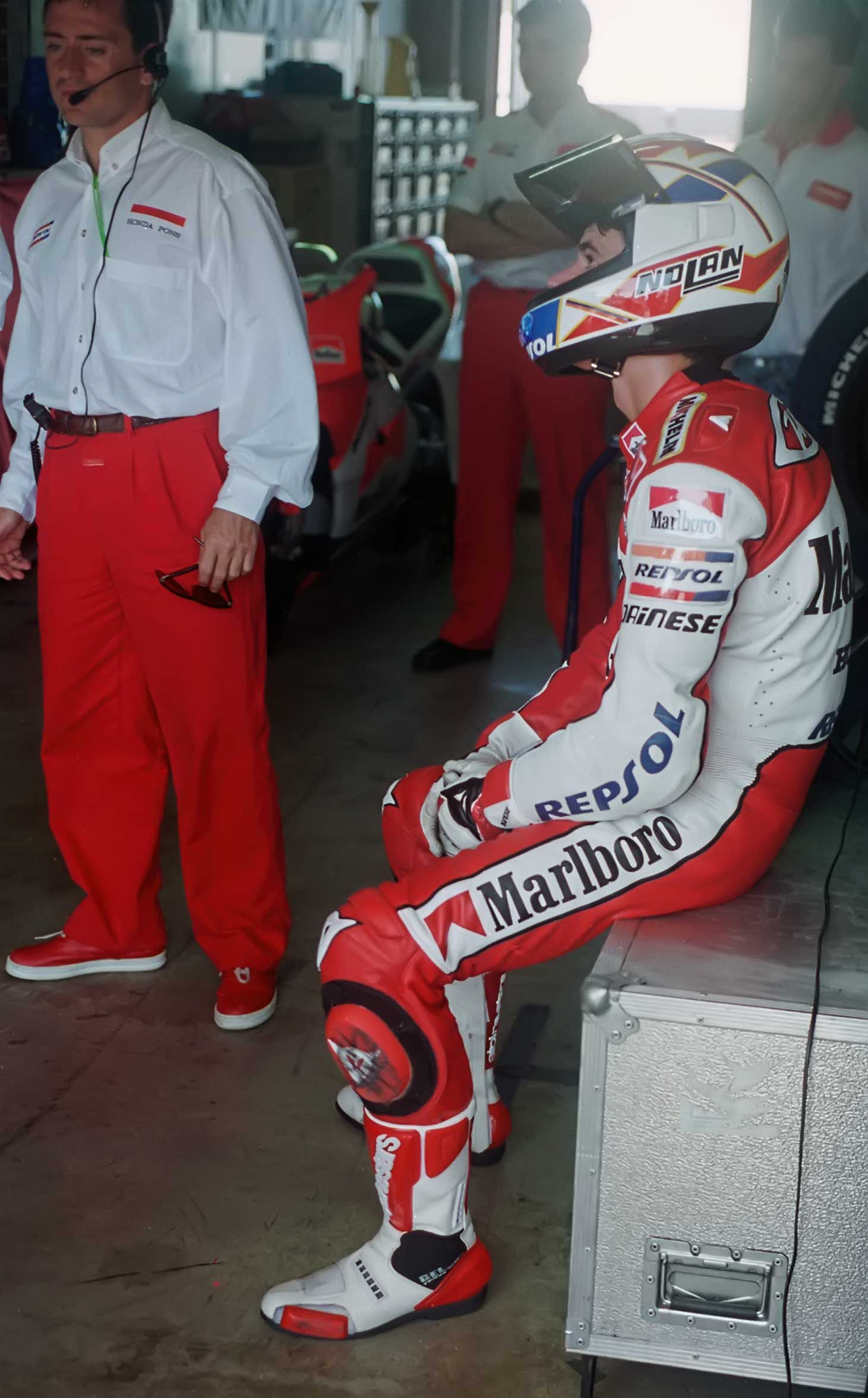
Crivillé amb Sito Pons a la primera ronda de 1993, Austràlia, on va acabar sisè

El 1993, Crivillé va continuar a l'equip Honda Pons. En les tres primeres curses de la temporada -Austràlia, Malàisia i Japó- va acabar sisè una vegada i cinquè dues. A la quarta ronda, a Espanya, va aconseguir el seu primer podi de la temporada en acabar-hi tercer.
La seva primera retirada de la temporada va arribar a Àustria, seguida d'un quart lloc a Alemanya i un tercer lloc als Països Baixos, el mateix circuit on va guanyar la seva primera cursa un any abans. Tot seguit va encadenar tres retirades consecutives, concretament als Grans Premis d'Europa, San Marino i Gran Bretanya. Les quatre darreres rondes van ser més positives per a ell i va acabar vuitè a la República Txeca, sisè a Itàlia, setè als Estats Units i quart a l'última cursa de la temporada, el Gran Premi FIM.
Crivillé va tornar a acabar vuitè al campionat, aquest cop a 131 punts del campió Kevin Schwantz.

##### 1994
De cara a la temporada de 1994, Crivillé va passar a l'equip de fàbrica d'Honda com a company de Mick Doohan i Shinichi Ito, esdevenint el primer català a pilotar per a l'equip Factory Honda.
Crivillé va començar bé la temporada en obtenir punts a les primeres rondes: sisè a Austràlia, vuitè a Malàisia, setè al Japó i cinquè a Espanya. Malgrat tot, es va situar lluny de Doohan, qui ja havia guanyat dues curses i obtingut un segon lloc. A la cinquena prova de la temporada, a Àustria, Crivillé va aconseguir el seu primer podi de la temporada en acabar-hi tercer. A Alemanya va acabar quart però va aconseguir un altre tercer podi als Països Baixos.
La seva primera retirada va arribar a Itàlia, però va aconseguir el seu tercer i últim podi de l'any a França. A les dues següents rondes (Gran Bretanya i República Txeca) va ser sisè i quart respectivament. No va poder córrer al Gran Premi dels Estats Units a causa d'una lesió a la mà que va patir durant els entrenaments. A les dues últimes rondes -Argentina i Europa- va acabar-hi setè i quart.
Crivillé va acabar sisè al campionat, a 173 punts del campió i company d'equip Mick Doohan.

##### 1995
El 1995, Crivillé va continuar a l'equip Factory Honda, que acabava de trobar un nou patrocinador principal: Repsol.
Va començar bé la temporada en obtenir dos podis consecutius en forma de tercers llocs, a la primera ronda a Austràlia i a la segona a Malàisia. Al Japó, es va retirar per primera vegada aquesta temporada, mentre que el seu company d'equip Mick Doohan va ocupar el segon lloc. A Espanya va aconseguir un altre tercer lloc.
A Alemanya va acabar en quarta posició i a Itàlia cinquè, mentre que el seu company d'equip Doohan va guanyar la cursa. A la setena ronda, als Països Baixos, Crivillé va obtenir la seva primera pole position de 500cc dissabte i diumenge va lluitar durament amb el seu company Doohan i Alberto Puig en els trams finals de la cursa. A l'última volta, Crivillé va avançar Puig i va passar del tercer lloc al segon. Tanmateix, no va poder atacar a Doohan i va creuar la meta 0,114 segons darrere seu.

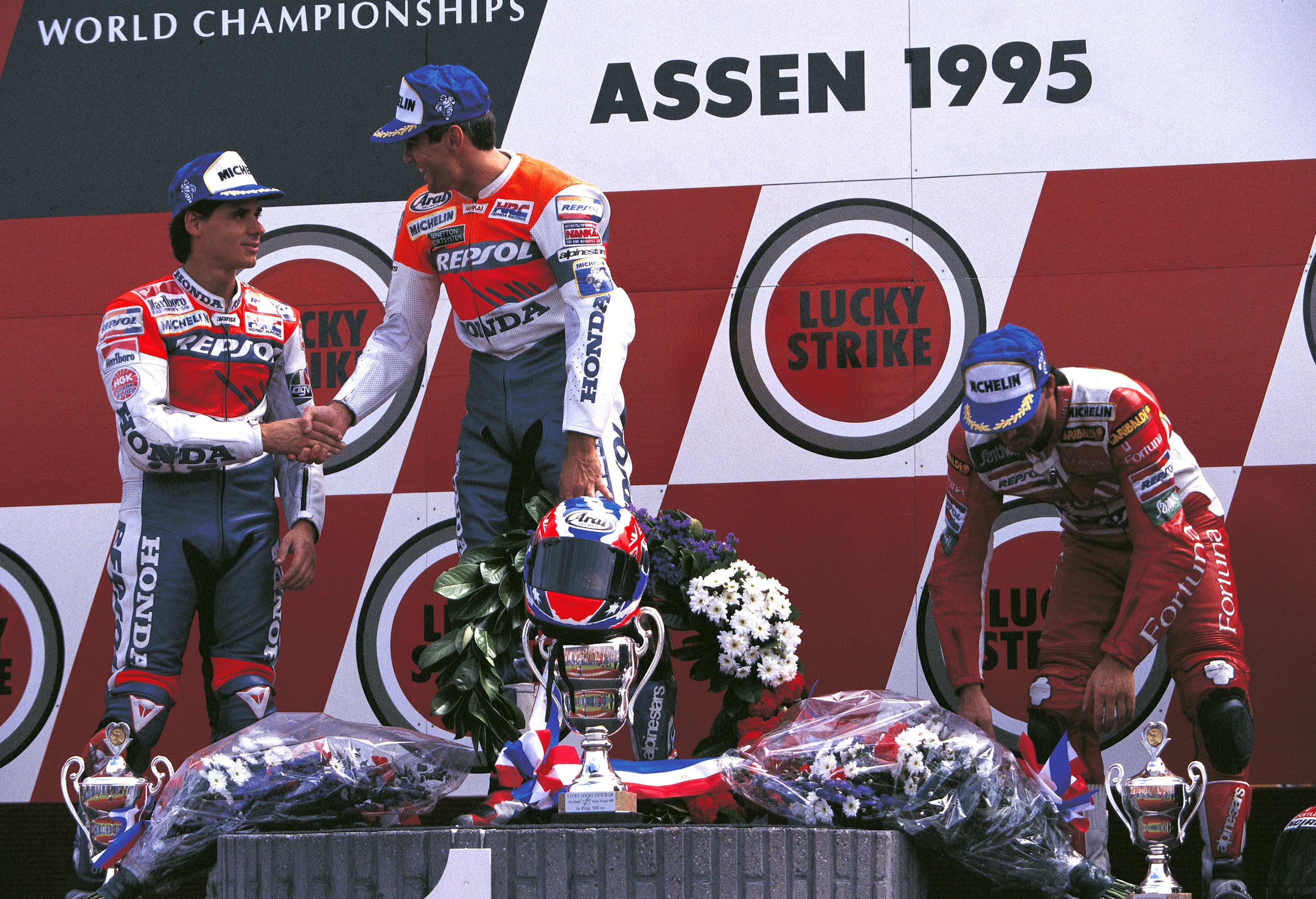
Crivillé a la setena ronda de 1995, Assen, on va perdre per poc la victòria davant del seu company Doohan

Després del seu segon lloc a Assen, Crivillé es va retirar una vegada més a França. A la Gran Bretanya va aconseguir el seu quart tercer lloc de l'any. A les següents rondes de la República Txeca i Rio de Janeiro fou sisè i a l'Argentina, quart.
Mentre que el seu company Doohan ja havia aconseguit el títol a Buenos Aires, Crivillé va guanyar l'última cursa de la temporada, el Gran Premi d'Europa, que es va celebrar al Circuit de Catalunya. Dissabte, alguns problemes amb la moto van impedir que Crivillé fes bons temps amb la principal i va haver de canviar a la segona, menys òptima, fet que el va situar a la setena posició de la graella, mentre que els seus companys Doohan i Ito sortien en segon i sisè lloc. Diumenge, a la cursa, va pujar del setè al quart lloc a mesura que avançava la cursa. Quan va avançar un altre pilot i es va situar tercer, va passar per davant de les tribunes on els aficionats locals l'animaven cridant «Crivi, Crivi, Crivi!». Després d'avançar a Loris Capirossi i situar-se segon, va perseguir el primer classificat Carles Checa, que patia un desgast de pneumàtics. Mentre Crivillé anava reduint diferències, Checa va quedar fora de la cursa quan els seus pneumàtics van cedir, regalant l'avantatge a l'osonenc. Tanmateix, el mateix Crivillé va començar a patir els mateixos problemes de desgast de pneumàtics a les darreres voltes, cosa que va permetre al seu company d'equip Shinichi Ito i a Capirossi reduir la diferència. A l'última volta, Ito va intentar atacar però Crivillé es defensà. Després d'un segon atac al revolt 10 -l'angle de "La Caixa"- Ito avançà però s'obrí massa i Crivillé es tornà a situar primer. El català va creuar finalment la línia de meta 0,160 segons per davant d'Ito, convertint-se en el primer català a guanyar a Montmeló. Aquell Gran Premi ha passat a la història per l'eufòrica celebració de la victòria, amb la volta d'honor al circuit de Crivillé enarborant la senyera i la retransmissió dels segadors al podi, cosa que va contrariar les autoritats espanyoles (vegeu L'incident de 1995 amb la senyera).
Crivillé va acabar quart al campionat de 1995, a 82 punts del campió i company d'equip Mick Doohan.

##### 1996
Després del bon rendiment de Crivillé el 1995, les expectatives eren altes el 1996. Es va retirar a la primera ronda, a Malàisia, i només va acabar quart a Indonèsia, mentre que el seu company d'equip Mick Doohan va guanyar la cursa. Malgrat tot, a la cursa del Japó va aconseguir la seva primera pole de la temporada dissabte i va acabar segon diumenge. A Espanya, però, va protagonitzar la seva segona retirada de l'any. Inicialment, el català va prendre el lideratge de la cursa davant de Doohan i Luca Cadalora (que havia fet una sortida millor i, per tant, havia liderat la primera volta); Crivillé va obrir una escletxa després d'una breu batalla amb Cadalora, els pneumàtics del qual van començar a gastar-se. Crivillé va liderar gran part de la cursa, però Doohan s'hi anava acostant a les darreres voltes. A l'última, els espectadors que ja pensaven que la cursa s'havia acabat, van envair la pista al voltant del revolt 9 (la "Curva Angel Nieto"), cosa que va distreure prou a Crivillé per a permetre a Doohan de tornar a posar-se al capdavant a l'últim parell de revolts. A l'última forquilla abans de la recta d'arribada, Doohan va anar cap endins i es va posar colze a colze amb Crivillé. La parella no es va tocar, però Crivillé va perdre adherència al darrere mentre intentava accelerar i va caure a l'últim revolt de la cursa, permetent a Doohan guanyar.
Després de Jerez, però, Crivillé va respondre bé en anotar tres segones posicions consecutives. A Itàlia, va lluitar amb el seu company d'equip Mick Doohan durant gran part de la cursa, però finalment es va quedar curt i va acabar a 0,726 segons de l'australià. Crivillé va fer la volta ràpida, la primera de l'any. A França, va aconseguir una altra pole position dissabte, però va tornar a perdre davant Doohan diumenge, tot i que va aconseguir anotar la volta ràpida també. Als Països Baixos, Crivillé va aconseguir la seva segona pole consecutiva divendres, però va ser Doohan una vegada més qui es va imposar a la cursa de dissabte després d'un duel entre tots dos.
Al Gran Premi d'Alemanya, Crivillé va aconseguir dissabte la seva tercera pole consecutiva de la temporada. Diumenge va acabar darrere de Doohan una vegada més després d'un duel entre ell, Doohan i Luca Cadalora que va acabar amb la victòria de l'italià. A la Gran Bretanya, Doohan va guanyar una vegada més i Crivillé va quedar segon.

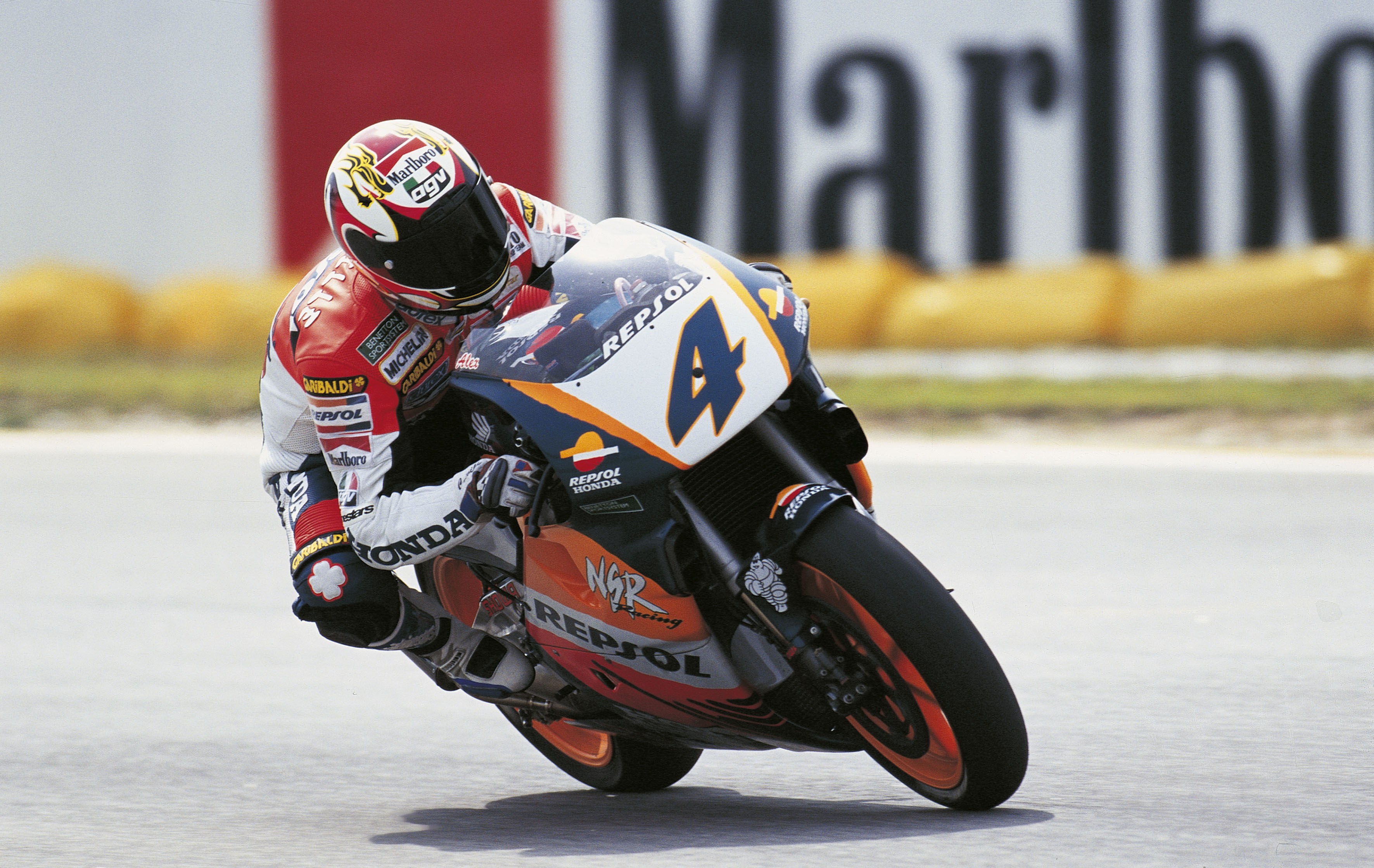
Crivillé amb l'Honda 500 al GP de Malàisia de 1996

Malgrat tot, la fortuna es va girar a favor de Crivillé en les dues rondes següents. A Àustria, Doohan liderà les darreres voltes mentre Crivillé se li acostava, tot i que incapaç d'avançar-lo. Al revolt 8, Doohan va cometre un petit error i va permetre a Crivillé de passar-lo cap al revolt 9 (l'angle "Jochen Rindt"). Doohan va intentar una estocada tardana per recuperar el lloc, però va fallar i va sortir de traçada, permetent a Crivillé avançar-lo al revolt 10 (l'angle "A1") i guanyar la cursa amb 0,500 segons d'avantatge. Crivillé va guanyar la següent cursa a la República Txeca de manera similar. Doohan liderava a les darreres voltes, però Crivillé l'estava agafant. A l'última volta, tots dos van lluitar pel lideratge, Crivillé va fer una estocada però va fallar i el liderat tornà a Doohan. Aleshores Crivillé s'hi va enganxar, prenent diferents línies de traçada en el procés. Quan van sortir del revolt 14 i van entrar al 15, Crivillé va prendre una traçada més ampla que li va permetre d'obtenir més tracció al revolt i va córrer al costat de Doohan fins al final. Tots dos estaven confosos perquè no estava clar qui havia guanyat, però el marcador va certificar que havia estat Crivillé, per només 0,002 segons d'avantatge, un rècord que encara es manté avui en dia. A banda, Crivillé va fer la volta ràpida a tots dos circuits.
Crivillé i Doohan van continuar lluitant al Gran Premi d'Imola, aquesta vegada amb victòria de Doohan per un marge de 0,104 segons sobre Crivillé. Tadayuki Okada va completar el podi, que es convertí així en un podi complet de Factory Honda. Crivillé també va fer-hi la volta ràpida. El 1996, l'antic Gran Premi d'Europa de Montmeló es va anomenar per primer cop Gran Premi de Catalunya i Crivillé hi va acabar tercer després de lluitar una vegada més amb els seus companys Doohan i Okada, així com amb Luca Cadalora en els trams finals de la cursa. El seu podi final va arribar en forma de segon lloc a la ronda de Rio de Janeiro, perdent contra Doohan de nou per 0,465 segons. A l'última ronda, Austràlia, Crivillé va aconseguir la pole position final de la temporada, així com la seva última volta ràpida de l'any, però només va aconseguir acabar sisè després de xocar amb Doohan a l'última volta en intentar avançar-lo i fer que tots dos caiguessin. Més tard, Doohan va culpar al seu company d'equip de l'incident, declarant que «va intentar avançar per l'exterior però li vaig tancar la traçada. Va abandonar la seva maniobra massa tard».
Crivillé va acabar segon al campionat, a 64 punts del campió i company d'equip Mick Doohan.

##### 1997

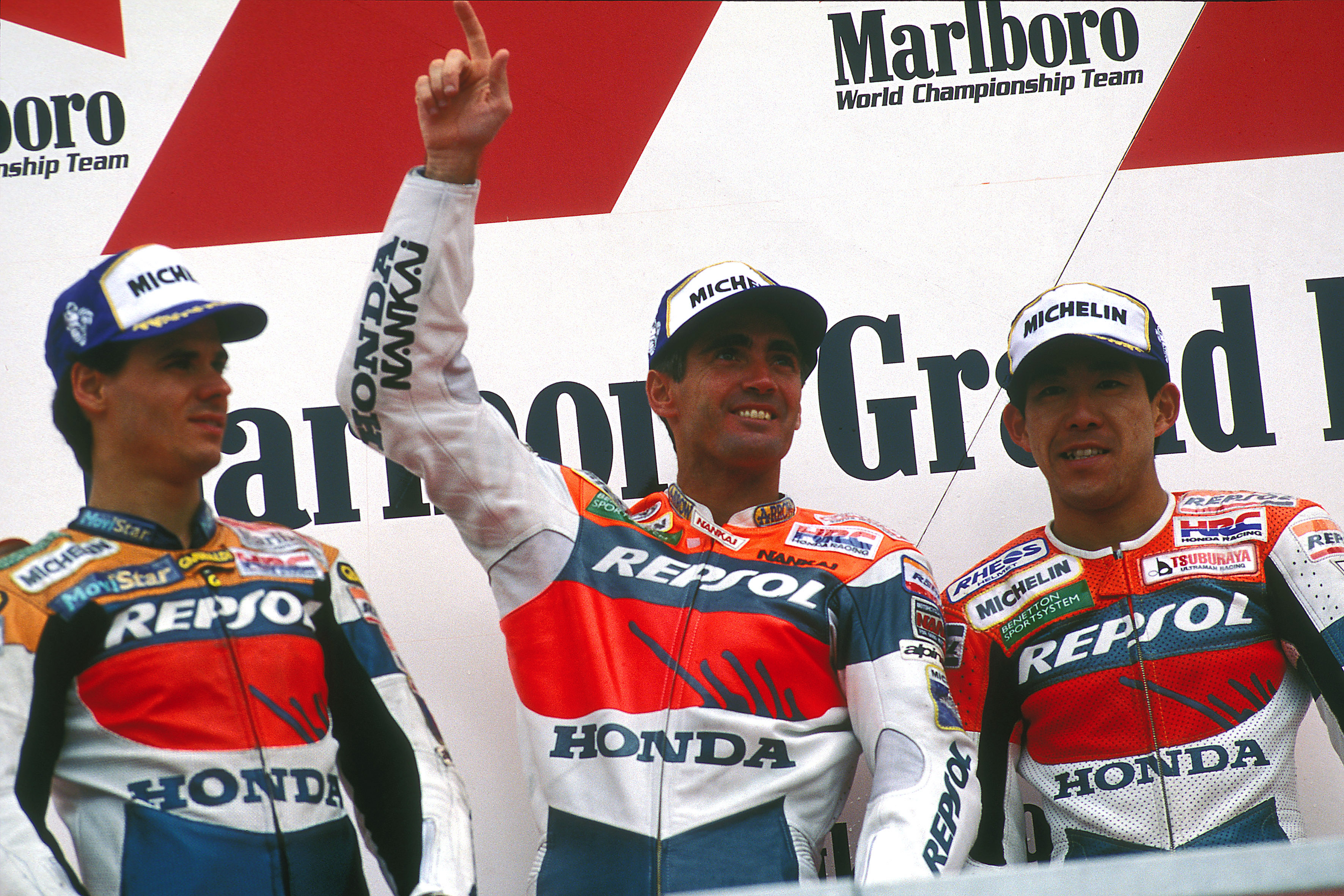
Crivillé puja podi del GP del Japó al costat dels seus companys a Repsol Honda Mick Doohan (centre) i Tadayuki Okada (dreta)

Després d'acabar com a subcampió el 1996, es va especular que hi havia una possibilitat real que Crivillé pogués guanyar el seu primer títol de 500cc el 1997. El català va començar la temporada ocupant segones posicions consecutives, tot i que va perdre una vegada més davant el seu company d'equip Mick Doohan. A Malàisia, va acabar en un llunyà segon lloc darrere del seu company d'equip. Al Japó, però, va acabar molt més a prop. Crivillé va seguir de prop a Doohan a l'última volta, però no va poder fer la maniobra adient. Al revolt 15 (part del conjunt de revolts "Casio Triangle"), Crivillé intentà fer-li una avançament per l'interior a Doohan però ho va deixar estar a l'últim moment i acabà a 0,431 de l'australià.
A la tercera ronda, a Espanya, Crivillé va guanyar la seva primera cursa de la temporada. Doohan i Okada acabaren segon i tercer, de manera que el podi va tornar a ser de Factory Honda. Crivillé també va marcar la volta ràpida, la seva primera -i única- de la temporada. A les tres curses següents a Itàlia, Àustria i França, Crivillé va acabar quart, cinquè i quart respectivament.
A la setena prova de la temporada, als Països Baixos, Crivillé no va prendre la sortida. Durant els entrenaments de classificació de divendres va caure molt fort, perdent el control de la moto en una xicana i va lliscar per l'asfalt amb el braç agafat sota la moto. Va ser atès al costat de la pista durant deu minuts abans de ser traslladat en llitera. Com a conseqüència de l'accident, es va esquinçar una artèria i va haver de ser traslladat a l'hospital per a una intervenció quirúrgica en què li van restaurar el polze i que va requerir també empelts de pell i ossos a la mà. Va patir danys al tendó i als ossos, així com lesions dels vasos sanguinis del canell esquerre. El seu polze esquerre estava greument ferit. A causa de la cirurgia i la posterior recuperació, no només es va perdre la ronda d'Assen, sinó també les d'Imola, Alemanya, Rio de Janeiro i Gran Bretanya, totes les quals va guanyar el seu company d'equip Doohan. Crivillé va confirmar que no correria fins al setembre d'aquell any, amb l'esperança que pogués tornar per a la seva cursa local a Catalunya, però també hi havia la possibilitat que no pogués tornar a córrer mai més.

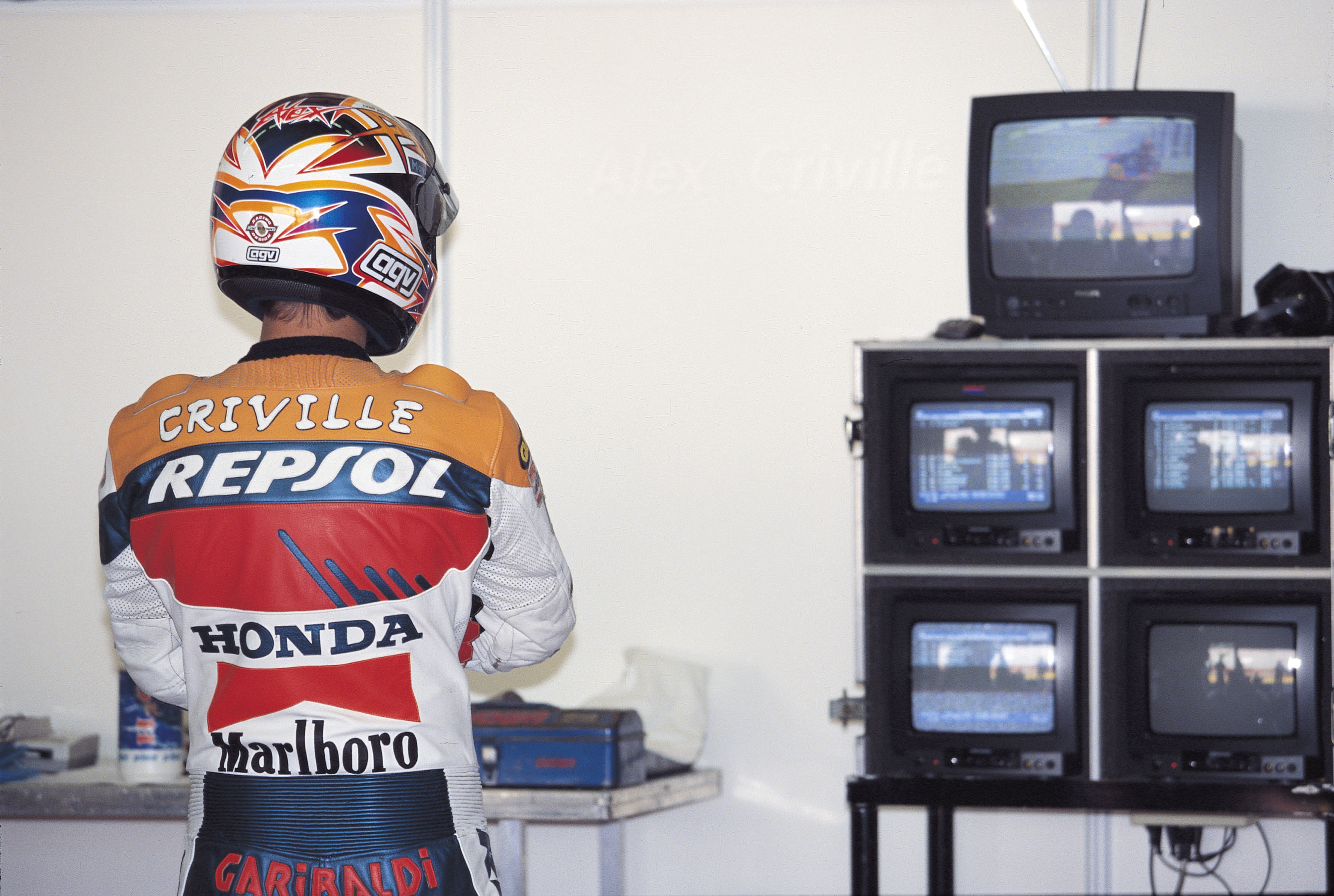
Crivillé al box durant el GP d'Itàlia de 1997

Crivillé, però, va tornar una ronda abans. A la República Txeca, va impressionar tothom en acabar en quarta posició després de lluitar amb Nobuatsu Aoki i Norifumi Abe pel tercer lloc. El seu bon estat de forma va continuar quan va aconseguir el tercer lloc a casa seva, a Montmeló, passant del setè al tercer lloc al primera revolt i lluitant amb el seu company Doohan i Carles Checa pel lideratge durant tota la cursa. Va obtenir un altre tercer lloc a la penúltima ronda, Indonèsia, assolint així un altre podi totalment d'Honda gràcies a la victòria d'Okada i el segon lloc de Doohan.
A Austràlia, Crivillé va aconseguir la seva segona i última victòria de la temporada. Doohan va sortir des de la pole però va caure, permetent a Crivillé de guanyar amb 2,268 segons d'avantatge sobre el segon, Takuma Aoki.
Crivillé va acabar quart al campionat, a 168 punts del campió i company d'equip Mick Doohan.

##### 1998

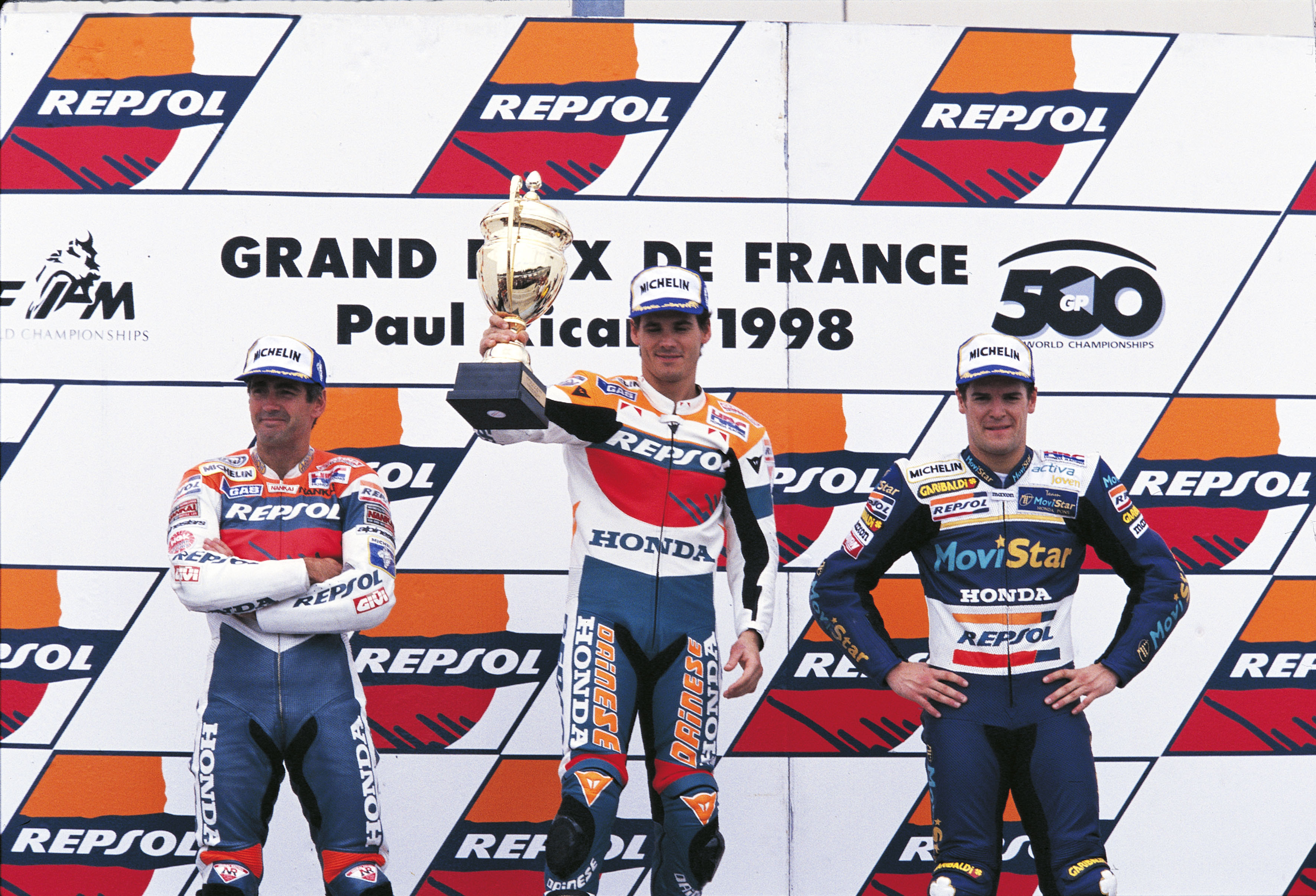
Crivillé al podi del GP de França de 1998, la seva segona victòria de la temporada

Tot i perdre una oportunitat d'aconseguir el títol el 1997, Crivillé va continuar amb l'equip Repsol Honda el 1998. Inicialment va començar amb dos quarts llocs al Japó i Malàisia. A Espanya, va aconseguir la seva primera victòria de la temporada. Va lluitar amb Max Biaggi, Carles Checa i Alex Barros i, en la fase final, també amb el seu company Mick Doohan. Després, Doohan va prendre el lideratge i va encapçalar la cursa durant unes 15 voltes, amb Biaggi i Crivillé darrere seu. Aleshores, Crivillé va avançar a Biaggi i va empaitar l'australià fins que finalment el va avançar en les últimes voltes. Doohan va intentar contraatacar, però va fracassar i va permetre que el català guanyés per 0,393 segons i marqués la volta ràpida. Crivillé va dedicar aquella victòria al seu pare, que s'havia mort a l'hivern.
Després de la seva primera victòria de la temporada a Jerez, el bon estat de forma de Crivillé va continuar al Gran Premi d'Itàlia, on va quedar tercer. A França, la seva segona i última victòria de l'any va arribar després que avancés a l'aleshores líder Carles Checa tres voltes abans del final i resistís els atacs de Doohan i Checa fins a guanyar finalment amb un marge de 0,283 segons. També va fer la seva segona volta ràpida de l'any en aquest circuit. A les rondes de Madrid, Holanda i Gran Bretanya, Crivillé va quedar cinquè, sisè i quart.
A Alemanya, Crivillé va tornar al podi en un tercer lloc, tot i que a 11,379 segons del guanyador de la cursa, Doohan. A les dues curses següents (República Txeca i Imola), Crivillé va quedar segon dues vegades. A Brno se li va escapar la victòria (que va ser per al debutant Max Biaggi), però va fer la volta ràpida, i a Imola va acabar a 6,564 segons del seu company Doohan. A la dotzena ronda, Catalunya, Crivillé va aconseguir dissabte la seva primera i única pole de la temporada, però diumenge es va estavellar a la primera volta, havent-se de retirar per primera vegada aquell any. Va obtenir un darrer podi a la ronda australiana, però es va tornar a retirar a la ronda final a Argentina.
Crivillé va acabar tercer al campionat amb 198 punts, a 62 punts del campió i company d'equip Mick Doohan.

##### 1999
Pocs aficionats preveien que Crivillé pogués guanyar el títol el 1999 després que Doohan aconseguís un altre campionat del món el 1998, però l'accident que va acabar amb la carrera de Doohan va obrir la porta a Crivillé, que ara tenia una oportunitat real de cara al títol.
A la primera ronda, a Malàisia, Crivillé va pujar immediatament al podi en forma de tercer lloc al nou circuit de Sepang. Al Japó va acabar quart mentre que el seu company d'equip Doohan va acabar segon. Quan el cinc vegades campió del món de 500cc i company d'equip Mick Doohan es va trencar la cama en diversos llocs, a més de la clavícula i el canell, en estavellar-se durant una sessió de classificació amb la pista mullada al Gran Premi d'Espanya, Crivillé va aprofitar immediatament l'ocasió i va ocupar la pole dissabte. Diumenge, va lluitar amb Max Biaggi i va resistir tot fent la volta ràpida i aconseguint la seva primera victòria de l'any per només 0,157 segons d'avantatge en la seva tercera cursa de la temporada.
El seu bon estat de forma va continuar en les tres curses següents. A França, va aconseguir una victòria contundent per davant de John Kocinski i Tetsuya Harada, a Itàlia va tornar a aguantar a Biaggi per aconseguir la tercera victòria consecutiva i a Catalunya, va agafar al company d'equip Tadayuki Okada que liderava la cursa a l'última volta, el va avançar al revolt 10 (el de "La Caixa") i va aguantar al japonès (que sortia millor del revolt 13 o "New Holland") fins que va aconseguir una popular victòria per només 0,061 segons. Era la primera vegada que Crivillé guanyava quatre curses seguides en la seva carrera.
A Assen es va retirar per primer cop aquella temporada, però va seguir amb una altra victòria en la seva cursa número 100 de 500cc a Gran Bretanya. Mentre que el seu company d'equip Okada sortí des de la pole, Crivillé va pujar des del mig del grup fins al tercer lloc a mesura que avançava la cursa. Després va superar a Kenny Roberts Jr., segon classificat, i va anar darrere del líder Okada. Després d'un intent fallit d'avançament al revolt 10 (el "Melbourne Hairpin") i una remuntada d'Okada al mateix revolt mirant de recuperar el lideratge a l'última volta, Crivillé va aguantar i va guanyar la cursa per 0,536 segons. També va fer la seva segona i última volta ràpida de l'any.
A Alemanya i la República Txeca va obtenir dos segons llocs. A Sachsenring, Crivillé va perdre davant de Kenny Roberts Jr. per només 0,338 segons i a Brno va passar el mateix quan el seu company d'equip Okada el va superar i va creuar la línia 0,240 segons abans. A l'onzena ronda, Imola, Crivillé va aconseguir la seva segona pole de la temporada dissabte, superant a Kenny Roberts Jr. Diumenge es va mantenir davant d'Alex Barros i l'heroi local Max Biaggi fins a guanyar la cursa amb un marge de 0,265 segons sobre Barros. Aquesta victòria va ampliar el seu avantatge sobre Roberts Jr. en 66 punts.
Després d'uns quants bons resultats, Crivillé es va tornar a retirar al Gran Premi de la Comunitat Valenciana, on poques voltes abans del final va tenir un accident. A Austràlia, va caure durant la qualificació i es va trencar un os de la mà en ser llançat per dalt de la moto a gran velocitat. Tot i així, va participar en la cursa de diumenge i va acabar-hi cinquè. A Sud-àfrica va acabar tercer, essent aquest el seu darrer podi de la temporada.
Abans de la penúltima ronda a Rio de Janeiro, Crivillé tenia un avantatge de 44 punts sobre el seu company d'equip Okada i necessitava acabar del desè lloc en amunt per tal d'assegurar el títol. Tanmateix, encara s'estava recuperant de la lesió al canell que va patir dues rondes abans a Phillip Island i, per tant, va sortir des de l'onzè lloc. Durant la cursa va lluitar amb Anthony Gobert i Garry McCoy i va acabar sisè, per davant d'Okada, proclamant-se així campió del món amb una cursa d'antelació.[42][43] Un cop amb el títol a la butxaca, va acabar cinquè a l'última cursa de la temporada, a l'Argentina.
Al llarg de la temporada, Crivillé va aconseguir sis victòries i un total de 267 punts, 47 per davant de Kenny Roberts Jr. i 56 per davant del seu company d'equip Tadayuki Okada. En guanyar el seu primer i únic títol de campió del món de 500cc va esdevenir el primer i únic català a guanyar-ne un, ja que a partir del 2002, aquesta categoria va ser substituïda per la nova de MotoGP.

##### 2000
Havent guanyat Crivillé el títol el 1999, les expectatives que repetís l'èxit el 2000 eren altes. Tanmateix, la nova Honda NSR500 del 2000 va demostrar ser pitjor que la seva predecessora i Crivillé va haver de lluitar sovint amb la configuració de la moto durant tota la temporada.

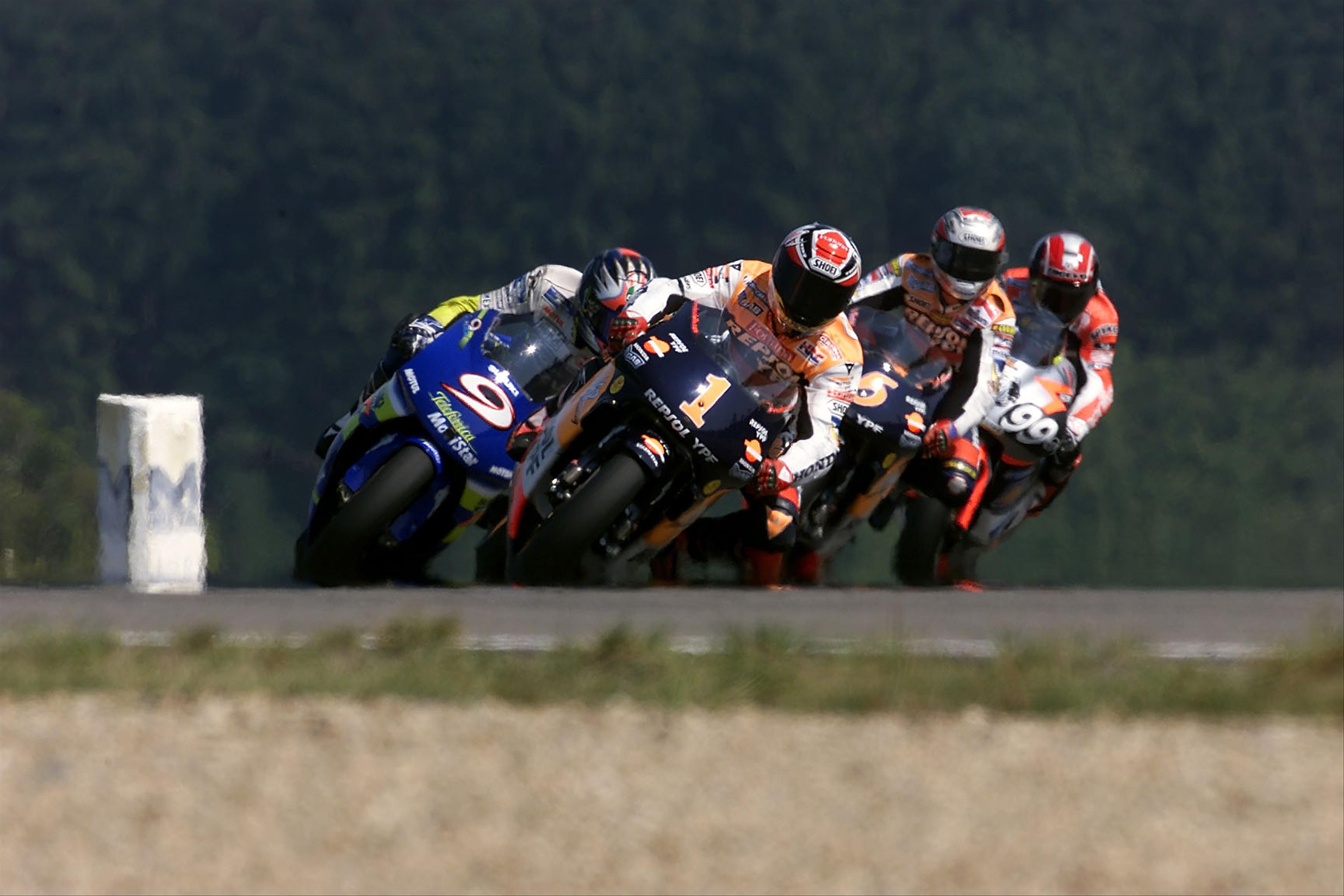
Crivillé encapçalant una cursa durant la temporada del 2000

Un cinquè lloc a la primera ronda a Sud-àfrica el va convertir en el millor dels pilots de Repsol Honda (Sete Gibernau i Tadayuki Okada van haver-se de retirar). A Malàisia, Crivillé es retirà després d'una caiguda a la primera volta i després va obtenir un sisè i un quart lloc a Espanya i el Japó. A la cinquena ronda de la temporada, França, Crivillé va aconseguir la darrera victòria de la seva carrera. Tot i començar des del cinquè lloc de la graella, va fer una sortida relativament bona i lentament va anar escalant posicions, avançant a Carles Checa i Kenny Roberts Jr. fins a liderar la cursa. Llavors va lluitar amb Norifumi Abe i el debutant Valentino Rossi i va aguantar l'embat fins a creuar la línia de meta amb 0,321 d'avantatge davant del japonès.
Després de la seva victòria a Le Mans, Crivillé va empalmar dues retirades consecutives a Itàlia i Catalunya a causa de sengles accidents. En una cursa a Assen sobre asfalt mullat i sec segons el tram, Crivillé va ser segon darrere d'Alex Barros després que tots dos van haver avançat Sete Gibernau i Régis Laconi. Barros va creuar la línia de meta 2,077 segons abans que Crivillé.
A la Gran Bretanya, Crivillé va acabar setè, però es va tornar a retirar a Alemanya. A la República Txeca i Portugal va ser setè i sisè respectivament. A la tretzena ronda, a Xest, Crivillé va fer la seva única volta ràpida de la temporada però va caure després de completar-ne dotze, sumant una altra retirada al seu balanç. A Rio de Janeiro va acabar onzè i al Gran Premi del Pacífic, sisè. Crivillé es va retirar a l'última cursa de l'any a Austràlia després de caure, en la que fou la seva sisena retirada de la temporada. Finalment, va acabar novè al campionat a 136 punts del campió Kenny Roberts Jr.
Un cop acabada la temporada, Crivillé va tornar a caure al novembre durant el segon dels tres dies de proves de final de temporada al circuit de Jerez. Va perdre el control de la moto en entrar al revolt 6 ("Dry Sack") a uns 100 km/h i la moto li va aixafar la mà dreta, lesionant-li el dit petit. Després d'un primer diagnòstic fet al centre mèdic del circuit, es va traslladar a Barcelona per a fer-se revisar la lesió. El pilot de proves Tohru Ukawa va haver de fer-se càrrec de les seves tasques de prova després de l'incident, a causa del qual també va requerir cirurgia.

##### 2001

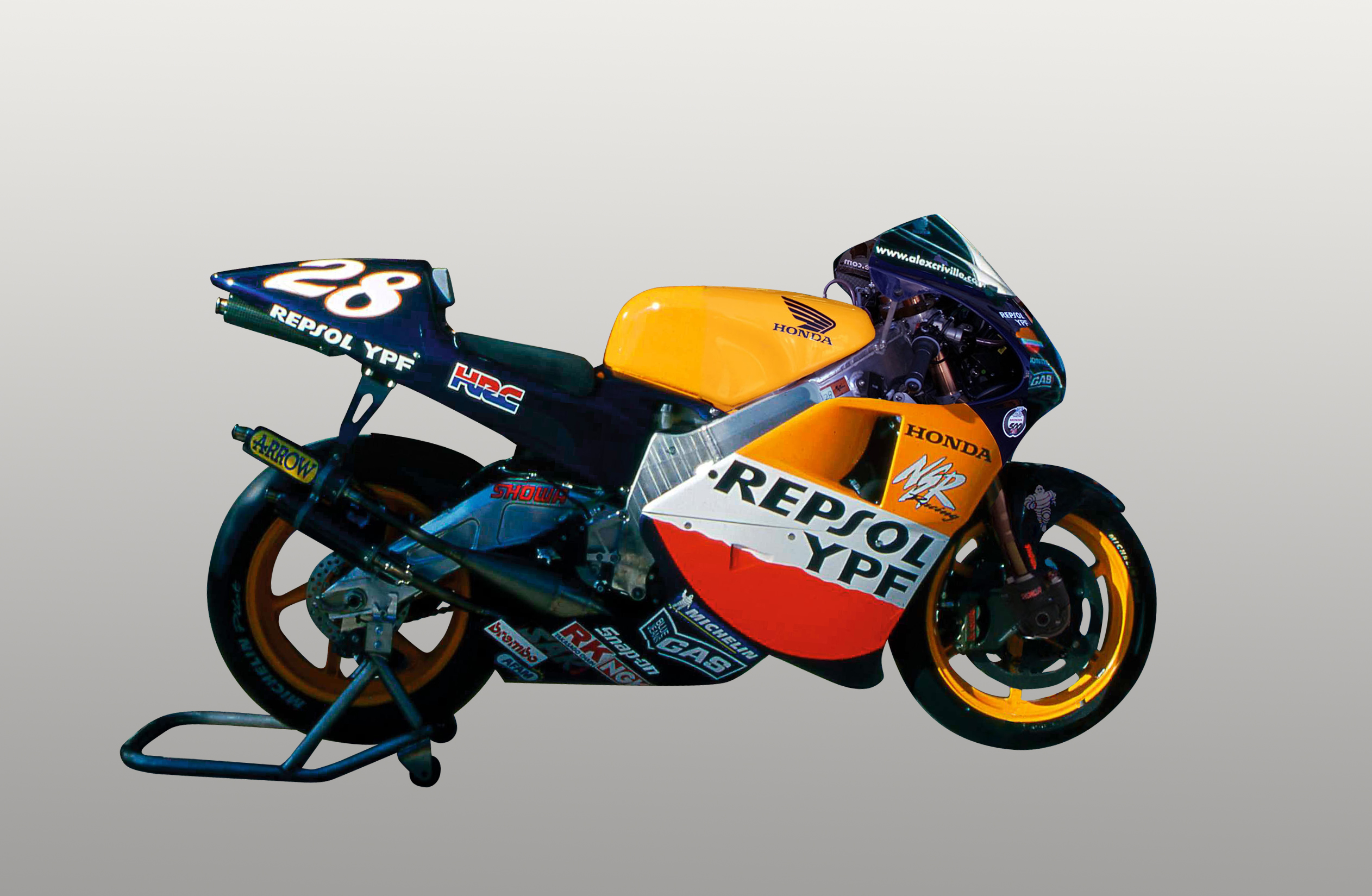
L'Honda NSR500 que pilotà el 2001

Després que Crivillé perdés el títol davant Kenny Roberts Jr. el 2000, de cara al 2001 va canviar el seu dorsal de l'1 al 28 (el mateix amb el qual va aconseguir el títol de 125cc el 1989). Aquell va resultar ser el seu darrer any amb l'equip de Repsol Honda. A l'agost del 2000 havia signat una ampliació d'un any del seu contracte. Suzuki l'havia temptejat per a fitxar-lo com a company de Kenny Roberts Jr., però el català va preferís seguir amb Honda.
Crivillé va començar la temporada del 2001 amb un novè i sisè lloc a les rondes japonesa i sud-africana, lluitant encara amb una moto de baix rendiment i difícil de maniobrar.
El seu primer podi va arribar a Jerez. Després d'haver-se classificat dissabte en dotzè lloc a causa de problemes de configuració amb la moto, va baixar al tretzè lloc a la primera volta de la cursa, va lluitar per tornar a la vuitena posició a la desena volta, que es va convertir en setena quan va superar Biaggi -que s'ha equivocat de traçada. A la dotzena volta va avançar a Alex Barros i va passar a la sisena posició, i va fer el mateix amb Kenny Roberts Jr. a la recta de sortida al començament de la tretzena volta, passant a ser cinquè. Després va carregar contra Shinya Nakano, acostant-s'hi més a cada volta que passava. A la quinzena, Loris Capirossi va perdre la tercera posició i Crivillé passà a anar quart i Nakano, tercer. Al començament de la setzena volta, Crivillé va avançar a Nakano de la mateixa manera que ho havia fet amb Kenny Roberts Jr. a la recta de sortida, pujant per l'interior del revolt 1 ("Expo '92"). Aleshores va reduir la diferència amb el segon classificat, Norifumi Abe i va ser-hi a tocar a les darreres voltes, però finalment no el va poder avançar i es va haver de conformar amb el tercer lloc. Després de la cursa, el català va declarar que «és genial tornar a pujar al podi» i «he tingut molts problemes aquest cap de setmana, però per a Honda i Repsol i per a tots, aquí és on hauríem de ser. Em sento com al 1999 un altre cop i estic pilotant com sé que puc fer. L'any passat va ser tan dolent que tothom deia que estava acabat. Aquest resultat vol dir molt.»
Tot seguit, Crivillé fou cinquè a França, quart a Itàlia i onzè a Catalunya. Es va retirar per primera vegada als Països Baixos en caure després de només tres voltes i va acabar setè a la Gran Bretanya.
Crivillé no va poder córrer al Gran Premi d'Alemanya després de dos forts accidents al mateix revolt a la segona sessió de classificació de dissabte. En el primer, va xocar amb l'Honda Pons de Loris Capirossi i va caure. Va resultar-ne il·lès tot i que l'incident semblava greu. La segona vegada va caure tot sol i va perdre el coneixement breument. Traslladat a l'hospital de la pista, se sentia atordit i confós. Tampoc no recordava la primera caiguda, però després d'uns minuts de descans va recuperar la memòria. Arran de l'incident, els metges van decidir de portar-lo al centre mèdic de Chemnitz i sotmetre'l a una exploració per tal de comprovar si tot estava bé. Finalment, tot va quedar en fractura del dit índex esquerre i nombrosos talls a la cara i al front.
Després de perdre's la cursa a Sachsenring, Crivillé va tornar a la República Txeca de la millor manera possible. Després d'haver-se classificat només vuitè dissabte, va pujar al segon lloc durant la cursa, defensant la seva posició d'un incisiu Capirossi a l'última volta i va acabar en segon lloc, el seu millor resultat des que va guanyar el Gran Premi de França del 2000. Després de la cursa, Crivillé va declarar que «després d'Alemanya, no m'hagués imaginat mai que pujaria al podi aquí, aquest resultat és com una victòria per a mi», i «he descansat bé durant la pausa i això ha ajudat molt. L'equip ha funcionat bé aquí i ara he demostrat que no sóc massa gran per anar al davant!»
Tanmateix, després del seu bon resultat a Brno van venir dues retirades més. A Portugal va caure a la primera volta i a Xest ho va fer a la volta 7. A les quatre últimes curses de la temporada -les rondes del Pacífic, d'Austràlia, de Malàisia i de Rio de Janeiro- Crivillé va acabar onzè dues vegades, sisè i setè. Finalment, va acabar vuitè al campionat, a 205 punts del campió Valentino Rossi.

### Retirada

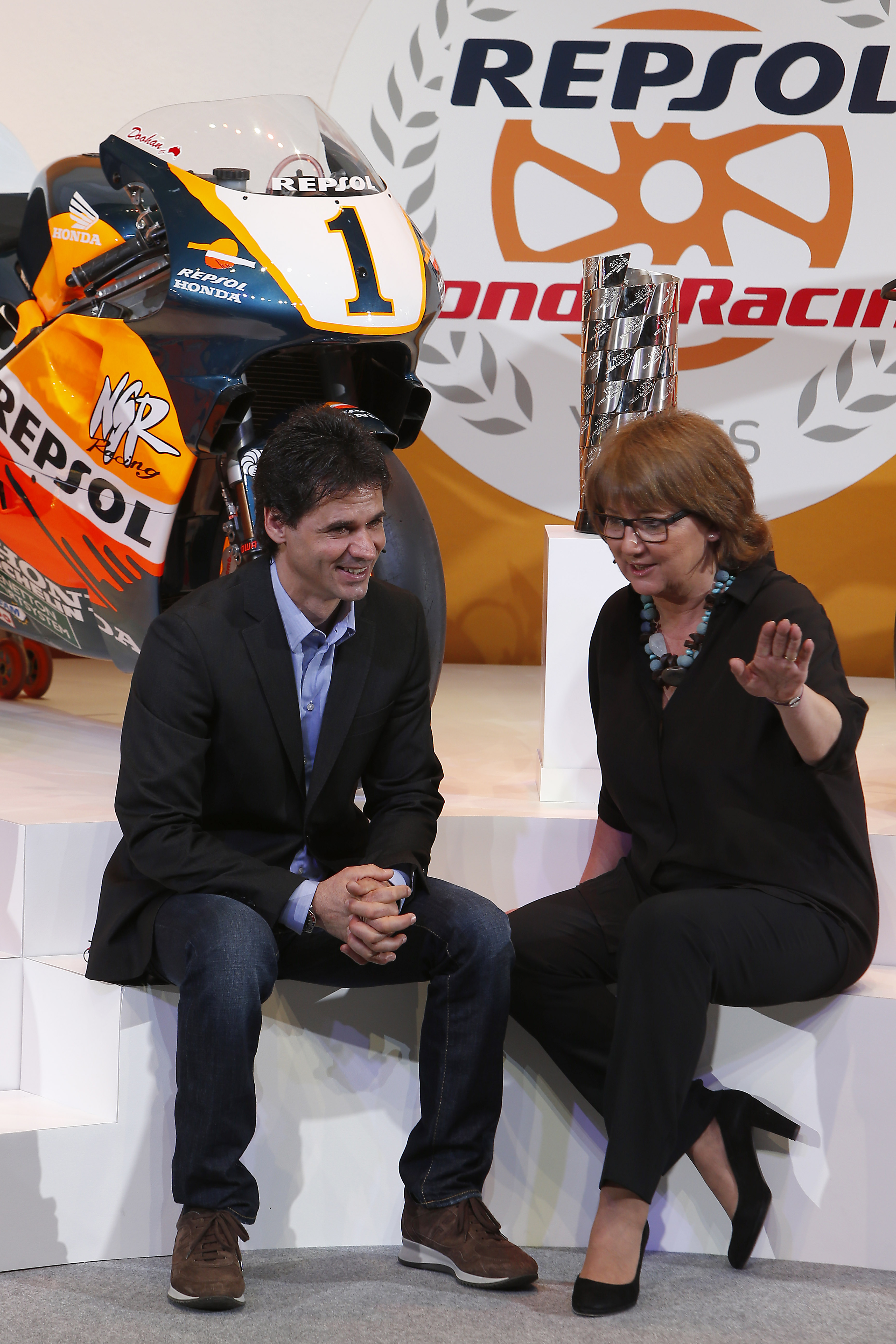
Crivillé entrevistat per Olga Viza el 2014 durant la celebració dels 20 anys de col·laboració entre Repsol i Honda

En una roda de premsa prèvia al Gran Premi de Portugal del 2001, al setembre, els periodistes li va demanar a Crivillé pels rumors sobre el seu futur amb l'equip Repsol Honda, a la qual cosa va respondre «No sé què està passant» i «estem en converses correctes. Amb tot, tinc opcions si no hi ha una oferta adequada d'Honda», insinuant possibles alternatives si no continués a l'equip.
El 12 de novembre, Crivillé va anunciar que havia deixat l'equip Repsol Honda després de deu anys amb ell i que estudiava les seves opcions per a la temporada del 2002. «Aquesta setmana es decidirà tot i seré jo i ningú més qui prendrà la decisió», va dir. Originalment, Crivillé esperava pilotar una Aprilia de fàbrica de quatre temps el 2002. Tanmateix, la proposta d'acord que esperava no va aparèixer i, com a resultat, va començar a parlar amb l'equip Antena 3 d'Antin Yamaha de Luis d'Antin per a poder-hi córrer al costat de Norifumi Abe. Crivillé tampoc va descartar retirar-se, ja que va comentar que «no tancaré cap porta, i encara podria anar a Aprilia o fins i tot retirar-me», i que «jo sol decidiré el meu futur».
Tanmateix, Crivillé no va poder començar la temporada del 2002 per problemes indeterminats de salut. En una roda de premsa a finals del 2001 va afirmar que «m'he vist obligat a fer una pausa en la meva carrera esportiva per problemes físics. Des del 1999 tinc una afecció per la qual perdo temporalment el coneixement de tant en tant. No és greu, però després de consultar els millors especialistes en la matèria m'han aconsellat que deixi de pilotar una temporada, que em prengui el temps que em calgui per relaxar-me i sotmetre'm a les proves necessàries». Va declarar que no tenia intenció de retirar-se i que aquest era simplement un descans necessari per raons mèdiques.
El 5 de maig de 2002, però, l'aleshores de trenta-dos anys Crivillé va fer una emotiva roda de premsa al segon dia de la ronda de classificació oficial per al Gran Premi d'Espanya on va anunciar la seva retirada definitiva, esmentant com a motiu la seva malaltia. Va afirmar que «m'hagués agradat continuar, però he arribat a la conclusió que m'hauria de retirar» i que «aquest és un dia molt emotiu per a mi i he decidit retirar-me després de pensar-hi molt de temps». També va afirmar que «ara em prendré un any de vacances i després m'agradaria tornar al món de les curses de motociclisme, però encara no estic segur de quin paper hi tindria».
Després de la seva retirada, Crivillé seguí present als pàdocs de MotoGP i a la plantilla de Repsol Honda juntament amb Mick Doohan en esdeveniments especials, com ara els 20 i 25 anys de col·laboració de Repsol amb Honda, que es van escaure els anys 2014 i 2019 respectivament.

#### Polèmica
A l'abril del 2016, Crivillé es va veure implicat en l'afer dels papers de Panamà. L'osonenc es va defensar assegurant que no havia fet res d'il·legal i que simplement havia fet alguna operació per a estalviar-se diners en les seves tributacions.

## L'incident de 1995 amb la senyera
Àlex Crivillé fou el protagonista involuntari d'un recordat episodi extraesportiu durant la celebració del Gran Premi d'Europa de motociclisme de 1995 -antecedent de l'actual Gran Premi de Catalunya- al Circuit de Catalunya. En guanyar la cursa de 500cc, feu la volta d'honor al circuit onejant una Senyera davant un públic enfervorit. Com d'habitud, aquest fet va molestar patrocinadors i dirigents espanyols, fins al punt que mai més cap altre motociclista català no ho ha tornat a fer (tot i que no ha estat mai confirmat oficialment, és sabut que els pilots catalans ho tenen prohibit per contracte).
Tot seguit, a l'acte de lliurament de premis al podi, els organitzadors feren sonar Els Segadors al costat de l'himne espanyol i varen hissar la bandera catalana i l'espanyola, molestant encara més els responsables dels patrocinadors i de les institucions espanyoles. Aquesta acció tampoc no es tornaria a repetir mai més: els directius de la RFME (Federació espanyola de motociclisme) pressionaren la Federació internacional perquè en aquests casos sonés l'himne «de la nacionalitat que consti en el passaport del pilot guanyador».

## Resultats al Mundial de motociclisme
Font:

### Per temporada
| Temporada | Categoria | Moto          | Curses | Victòries | Podis | Poles | FLaps | Pts  | Posició |
| --------- | --------- | ------------- | ------ | --------- | ----- | ----- | ----- | ---- | ------- |
| 1987      | 80cc      | Derbi         | 3      | 0         | 1     | 0     | 0     | 12   | 11è     |
| 1988      | 80cc      | Derbi         | 7      | 0         | 5     | 0     | 1     | 90   | 2n      |
| 1988      | 125cc     | Derbi         | 4      | 0         | 0     | 0     | 0     | 7    | 31è     |
| 1989      | 125cc     | JJ Cobas      | 11     | 5         | 9     | 3     | 4     | 166  | 1r      |
| 1990      | 250cc     | Yamaha TZR250 | 14     | 0         | 0     | 0     | 0     | 76   | 11è     |
| 1991      | 250cc     | JJ Cobas      | 15     | 0         | 0     | 0     | 0     | 51   | 13è     |
| 1992      | 500cc     | Honda NSR500  | 13     | 1         | 2     | 0     | 0     | 59   | 8è      |
| 1993      | 500cc     | Honda NSR500  | 14     | 0         | 2     | 0     | 0     | 117  | 8è      |
| 1994      | 500cc     | Honda NSR500  | 13     | 0         | 3     | 0     | 0     | 144  | 6è      |
| 1995      | 500cc     | Honda NSR500  | 13     | 1         | 6     | 1     | 1     | 166  | 4t      |
| 1996      | 500cc     | Honda NSR500  | 15     | 2         | 11    | 5     | 6     | 245  | 2n      |
| 1997      | 500cc     | Honda NSR500  | 10     | 2         | 6     | 0     | 1     | 172  | 4t      |
| 1998      | 500cc     | Honda NSR500  | 14     | 2         | 7     | 1     | 3     | 198  | 3r      |
| 1999      | 500cc     | Honda NSR500  | 16     | 6         | 10    | 2     | 2     | 267  | 1r      |
| 2000      | 500cc     | Honda NSR500  | 16     | 1         | 2     | 0     | 1     | 122  | 9è      |
| 2001      | 500cc     | Honda NSR500  | 15     | 0         | 2     | 0     | 0     | 120  | 8è      |
| Total     |           |               | 193    | 20        | 66    | 12    | 20    | 2012 |         |

### Curses per any
Barem de puntuació de 1969 a 1987:
| Posició | 1  | 2  | 3  | 4 | 5 | 6 | 7 | 8 | 9 | 10 |
| Punts   | 15 | 12 | 10 | 8 | 6 | 5 | 4 | 3 | 2 | 1  |

Barem de puntuació de 1988 a 1991:
| Posició | 1  | 2  | 3  | 4  | 5  | 6  | 7 | 8 | 9 | 10 | 11 | 12 | 13 | 14 | 15 |
| Punts   | 20 | 17 | 15 | 13 | 11 | 10 | 9 | 8 | 7 | 6  | 5  | 4  | 3  | 2  | 1  |

Barem de puntuació de 1992:
| Posició | 1  | 2  | 3  | 4  | 5 | 6 | 7 | 8 | 9 | 10 |
| Punts   | 20 | 15 | 12 | 10 | 8 | 6 | 4 | 3 | 2 | 1  |

Barem de puntuació de 1993 ençà:
| Posició | 1  | 2  | 3  | 4  | 5  | 6  | 7 | 8 | 9 | 10 | 11 | 12 | 13 | 14 | 15 |
| Punts   | 25 | 20 | 16 | 13 | 11 | 10 | 9 | 8 | 7 | 6  | 5  | 4  | 3  | 2  | 1  |

(Ids. Grans Premis | Llegenda) (Curses en negreta indiquen pole; curses en  itàlica indiquen volta ràpida)
| Any  | Categoria | Equip               | Moto            | 1      | 2      | 3      | 4      | 5      | 6      | 7      | 8      | 9       | 10     | 11     | 12     | 13     | 14     | 15    | 16     | Punts | Posició | Victòries |
| ---- | --------- | ------------------- | --------------- | ------ | ------ | ------ | ------ | ------ | ------ | ------ | ------ | ------- | ------ | ------ | ------ | ------ | ------ | ----- | ------ | ----- | ------- | --------- |
| 1987 | 80cc      | Derbi               | Derbi 80        | ESP 2  | GER -  | NAT -  | AUT -  | YUG -  | DTT NC | GBR -  | CSR -  | SM -    | POR NC |        |        |        |        |       |        | 12    | 11è     | 0         |
| 1988 | 80cc      | Derbi               | Derbi 80        | ESP 3  | EXP 3  | NAT 4  | GER 2  |        | DTT NC |        | YUG 3  |         |        |        | CSR 3  |        |        |       |        | 90    | 2n      | 0         |
| 1988 | 125cc     | Hummel              | Hummel 125      | ESP -  |        | NAT -  | GER -  | AUT -  | DTT -  | BEL NC | YUG -  | FRA -   | GBR 9  | SWE NC | CSR 17 |        |        |       |        | 7     | 31è     | 0         |
| 1989 | 125cc     | JJ Cobas            | Cobas Rotax 125 | JPN -  | AUS 1  | ESP 1  | NAT NC | GER 1  | AUT 3  | DTT 2  | BEL NC | FRA 2   | GBR 2  | SWE 1  | CSR 1  |        |        |       |        | 166   | 1r      | 5         |
| 1990 | 250cc     | Marlboro Yamaha     | TZ250           | JPN -  | USA NC | ESP 7  | NAT NC | GER 11 | AUT NC | YUG 7  | DTT NC | BEL NC  | FRA 8  | GBR 8  | SWE 9  | CSR 7  | HUN 5  | AUS 6 |        | 76    | 11è     | 0         |
| 1991 | 250cc     | JJ Cobas            | Cobas Honda 250 | JPN NC | AUS NC | USA 9  | ESP NC | ITA NC | GER 7  | AUT 9  | EUR NC | DTT NC  | FRA 9  | GBR NC | SM NC  | CSR 5  | VDM NC | MAL 6 |        | 51    | 13è     | 0         |
| 1992 | 500cc     | Campsa Pons Honda   | NSR500          | JPN NC | AUS 7  | MAL 3  | ESP NC | ITA 8  | EUR NC | GER 4  | DTT 1  | HUN DSQ | FRA NC | GBR NC | BRA 6  | RSA 7  |        |       |        | 59    | 8è      | 1         |
| 1993 | 500cc     | Marlboro Pons Honda | NSR500          | AUS 6  | MAL 5  | JPN 5  | ESP 3  | AUT NC | GER 4  | DTT 3  | EUR NC | SM NC   | GBR NC | CZE 8  | ITA 6  | USA 7  | FIM 4  |       |        | 117   | 8è      | 0         |
| 1994 | 500cc     | HRC Honda           | NSR500          | AUS 6  | MAL 8  | JPN 7  | ESP 5  | AUT 3  | GER 4  | DTT 3  | ITA NC | FRA 3   | GBR 6  | CZE 4  | USA -  | ARG 7  | EUR 4  |       |        | 144   | 6è      | 0         |
| 1995 | 500cc     | Repsol Honda        | NSR500          | AUS 3  | MAL 3  | JPN NC | ESP 3  | GER 4  | ITA 5  | DTT 2  | FRA NC | GBR 3   | CZE 6  | BRA 6  | ARG 4  | EUR 1  |        |       |        | 166   | 4t      | 1         |
| 1996 | 500cc     | Repsol Honda        | NSR500          | MAL NC | INA 4  | JPN 2  | ESP NC | ITA 2  | FRA 2  | DTT 2  | GER 3  | GBR 2   | AUT 1  | CZE 1  | IMO 2  | CAT 3  | BRA 2  | AUS 6 |        | 245   | 2n      | 2         |
| 1997 | 500cc     | Repsol Honda        | NSR500          | MAL 2  | JPN 2  | ESP 1  | ITA 4  | AUT 5  | FRA 4  | DTT -  | IMO -  | GER -   | BRA -  | GBR -  | CZE 4  | CAT 3  | INA 3  | AUS 1 |        | 172   | 4t      | 2         |
| 1998 | 500cc     | Repsol Honda        | NSR500          | JPN 4  | MAL 4  | ESP 1  | ITA 3  | FRA 1  | MAD 5  | DTT 6  | GBR 4  | GER 3   | CZE 2  | IMO 2  | CAT NC | AUS 3  | ARG NC |       |        | 198   | 3r      | 2         |
| 1999 | 500cc     | Repsol Honda        | NSR500          | MAL 3  | JPN 4  | ESP 1  | FRA 1  | ITA 1  | CAT 1  | DTT NC | GBR 1  | GER 2   | CZE 2  | IMO 1  | VAL NC | AUS 5  | RSA 3  | BRA 6 | ARG 5  | 267   | 1r      | 6         |
| 2000 | 500cc     | Repsol Honda        | NSR500          | RSA 5  | MAL NC | JPN 6  | ESP 4  | FRA 1  | ITA NC | CAT NC | DTT 2  | GBR 7   | GER NC | CZE 7  | POR 6  | VAL NC | BRA 11 | PAC 6 | AUS NC | 122   | 9è      | 1         |
| 2001 | 500cc     | Repsol Honda        | NSR500          | JPN 9  | RSA 6  | ESP 3  | FRA 5  | ITA 4  | CAT 11 | DTT NC | GBR 7  | GER NVC | CZE 2  | POR NC | VAL NC | PAC 11 | AUS 11 | MAL 6 | BRA 7  | 120   | 8è      | 0         |